# Philipp Bauer (Handballspieler)
Philipp Bauer (* 22. August 1996 in Ludwigshafen) ist ein ehemaliger deutscher Handballspieler. Er spielte für den Handball Sport Verein Hamburg in der Bundesliga und wurde auf den Positionen Rückraum Mitte und Rückraum links eingesetzt.

## Karriere
Philipp Bauer lernte das Handballspielen in der Jugendabteilung des VTV Mundenheim und der TSG Friesenheim. Für Friesenheim bestritt er in der Saison 2014/15 seine ersten vier Einsätze in der 1. Bundesliga. Nach dieser Spielzeit ging der 1,98 m große Rückraumspieler zur SG Leutershausen in die 3. Liga. Durch den zweiten Platz in der Saison 2015/16 und den Verzicht anderer Vereine gelang der Aufstieg in die 2. Bundesliga. Bauer konnte in der folgenden Zweitligaspielzeit mit 90 Toren in 28 Spielen zwar überzeugen, den Abstieg auf Grund des schlechteren Torverhältnisses gegenüber dem punktgleichen TUSEM Essen aber nicht verhindern. Für Leutershausen spielte er auch einmal im DHB-Pokal. Nach einem halben Jahr in der 3. Liga Ost wechselte Bauer Ende 2017 zum damaligen Nord-Drittligisten HSV Hamburg. In der Saison 2017/18 stieg er mit dem HSV Hamburg in die 2. Bundesliga auf, 2020/21 in die Bundesliga, wo er in 30 Spielen 71 mal traf. In der 2. Bundesliga war er in 82 Spielen mit 283 Tore für Hamburg erfolgreich und erreichte damit insgesamt in 110 Zweitligaspielen 373 Tore.
Bauer beendete nach der Spielzeit 2021/22 seine Karriere, um sich dem Studium der Rechtswissenschaften zu widmen.